# 安寧市
安寧市（あんねいし）は中華人民共和国雲南省昆明市に位置する県級市。

## 地理
東は西山区、南は晋寧区、西は禄豊市及び易門県と接する。平均海抜は1,800メートル。

## 歴史
前109年、漢により設置された連然県を前身とする。唐代になると621年（武徳4年）に安寧県と改称された。その後は南詔の版図に組み込まれ、中国側による記録が途絶えるが、元朝が成立すると1266年（至元3年）に安寧千戸として行政区画が再設置され、1275年（至元12年）に安寧州と改められた。
中華民国が成立にともなう州制廃止により安寧州は安寧県と改められた。1956年に昆明市編入に伴い安寧区とされたが、1960年に再び安寧県に、1995年に県級市の安寧市に改編され現在に至る。

## 行政区画
下部に9街道を管轄する。
- 街道:連然街道、金方街道、八街街道、温泉街道、青竜街道、禄脿街道、草鋪街道、太平新城街道、県街街道

## 交通

### 鉄道
- 中国国家鉄路集団

- 元昆線

（成都方面）- 青竜寺駅 - 牧羊村駅 - 温泉駅 - 読書舗駅 -（昆明方面）
- 広昆線

（成都方面）- 双湄村駅 - 温泉駅
- 昆陽線

読書舗駅 - 桃花村駅 -（昆陽方面）

### 道路
- 高速道路
  - 杭瑞高速道路
  - 昆明環状高速道路
  - S18 武易高速道路
  - S0501 昆明西北環状高速道路
- 国道
  - G320国道